# Esplugues de Llobregat
Esplugues de Llobregat er en kommune i comarcaet Baix Llobregat i provinsen Barcelona i Catalonien, Spanien. Den har 47.613(2024) indbyggere og et areal på 4,6 km².
Kommunen grænser op til til Barcelona, Sant Just Desvern, Sant Joan Despí, L'Hospitalet de Llobregat og Cornellà de Llobregat.

## Personer fra Esplugues de Liobregat
- Carme Chacón: Forsvarsminister
- Óscar Jaenada: Skuespiller
- Mercedes Milá: Journalist
- Lorenzo Milá: Journalist
- Lamine Yamal - fodboldspiller